# Подравски партизански одред 10. корпуса НОВЈ
Подравски народноослободилачки партизански (НОП) одред Десетог загребачког корпуса НОВЈ је био партизанска јединица у саставу Народноослободилачке војске и партизанских одреда Југославије током Другог светског рата у Хрватској.

## Историјат
Формиран је почетком августа 1944. на подручју Подравине од мањих партизанских чета у Подравини, и новодошлих бораца са подручја Ђурђевца, Копривнице и Клоштра Подравског. При формирању имао је три чете, укупне јачине 108 бораца. Ушао је у састав Источне групе НОП одреда 10. корпуса НОВЈ. Дејствовао је, претежно, на подручју Копривнице, Клоштра, Ђурђевца, Питомаче и Бјеловара, нападајући мање непријатељеве колоне и патроле из заседа, посаде упоришта, рушио комуникације и вршио диверзије на же- лезничким пругама. Учествовао је и у дејствима јединица из састава 10. корпуса, која су извођена на његовом подручју. Тако су јединице Одреда 4. септембра одбиле напад усташа код Чепеловца и Будровца, а 22. октобра код Фердинандовца. Крајем септембра 1944. Одред је имао 167 бораца. Расформиран је 19. новембра 1944, а његово људство ушло је у састав новоформиране НО бригаде Павлек Миховил Мишкина.